# Magie de ambe sexe
MAgie de ambe sexe (1987) (titlu original Equal Rites) este un roman fantasy umoristic scris de Terry Pratchett, al treilea din seria Lumea Disc și primul în care Vânturache nu este personajul principal. În engleză, titlul reprezintă un joc de cuvinte între "equal rights" și "equal rites", care se pronunță la fel.  
Romanul introduce personajul Buna Batevreme, care apare ulterior și în ale romane ale Lumii Disc. Protagonista, Eskarina Fieraru, nu mai reapare decât în I Shall Wear Midnight, publicat 23 de ani mai târziu.

## Intriga
Vrăjitorul Drum Bilet știe că e pe moarte, așa încât călătorește către un loc în care stă să se nască un al optulea fiu al unui al optulea fiu, lucru care semnifică faptul că acel copil este destinat să devină vrăjitor. Pe Lumea Disc, cifra 8 are numeroase proprietăți magice, asociate cifrei 7 în alte mitologii. Bilet vrea să îi predea succesorului său puterile sale magice.
Nou-născutul se dovedește a fi o fată, Esk (Eskarina Fieraru, pe numele întreg) și, deoarece Bilet își dă seama prea târziu de greșeala lui, îi predă ei puterile sale magice. Pe măsură ce Esk crește, devine tot mai evident că deține puteri incontrolabile, așa încât vrăjitoarea locului, Buna Batevreme, decide să o ducă la Universitatea Nevăzută din Ankh-Morpork pentru a dobândi cunoștințele necesare folosirii acestor puteri. 
Dar pe Lumea Disc nu s-a mai auzit de o femeie vrăjitor. Esk nu reușește să intre la Universitate, dar Buna Batevreme găsește o altă cale de acces: ca servitoare. În timpul petrecut în Universitate, Esk este martora ascensiunii unui ucenic vrăjitor pe nume Simon, pe care îl întâlnise anterior, în timpul călătoriei către Ankh-Morpork. Simon are un talent natural de a inventa noi căi de a privi universul reducându-l la numerele constituente. Însă magia lui este atât de puternică, încât deschide o poartă către Dimensiunile Subterane.
Eskarina și Simon descoperă slăbiciunile creaturilor din Dimensiunile Subterane - dacă poți folosi magia, dar nu o faci, se sperie și puterile le slăbesc. Împreună, reușesc să revină înapoi pe Lumea Disc și creează un nou tip de magie, bazată pe teoria că puterea supremă o reprezintă abilitatea de a nu le folosi pe celelalte.